# 克里希纳吉里县

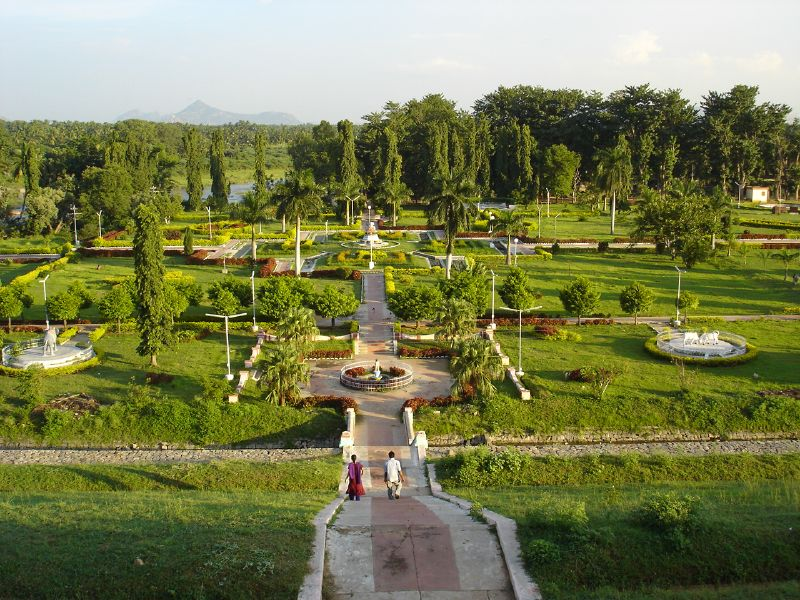

克里希納吉里縣（Krishnagiri district）是印度泰米爾納德邦的一個縣，位於該國南部，面積5,091平方公里，2011年人口1,883,731，人口密度每平方公里370人。

## 外部連結
- Government's Krishnagiri District website